# 楊嗣昌

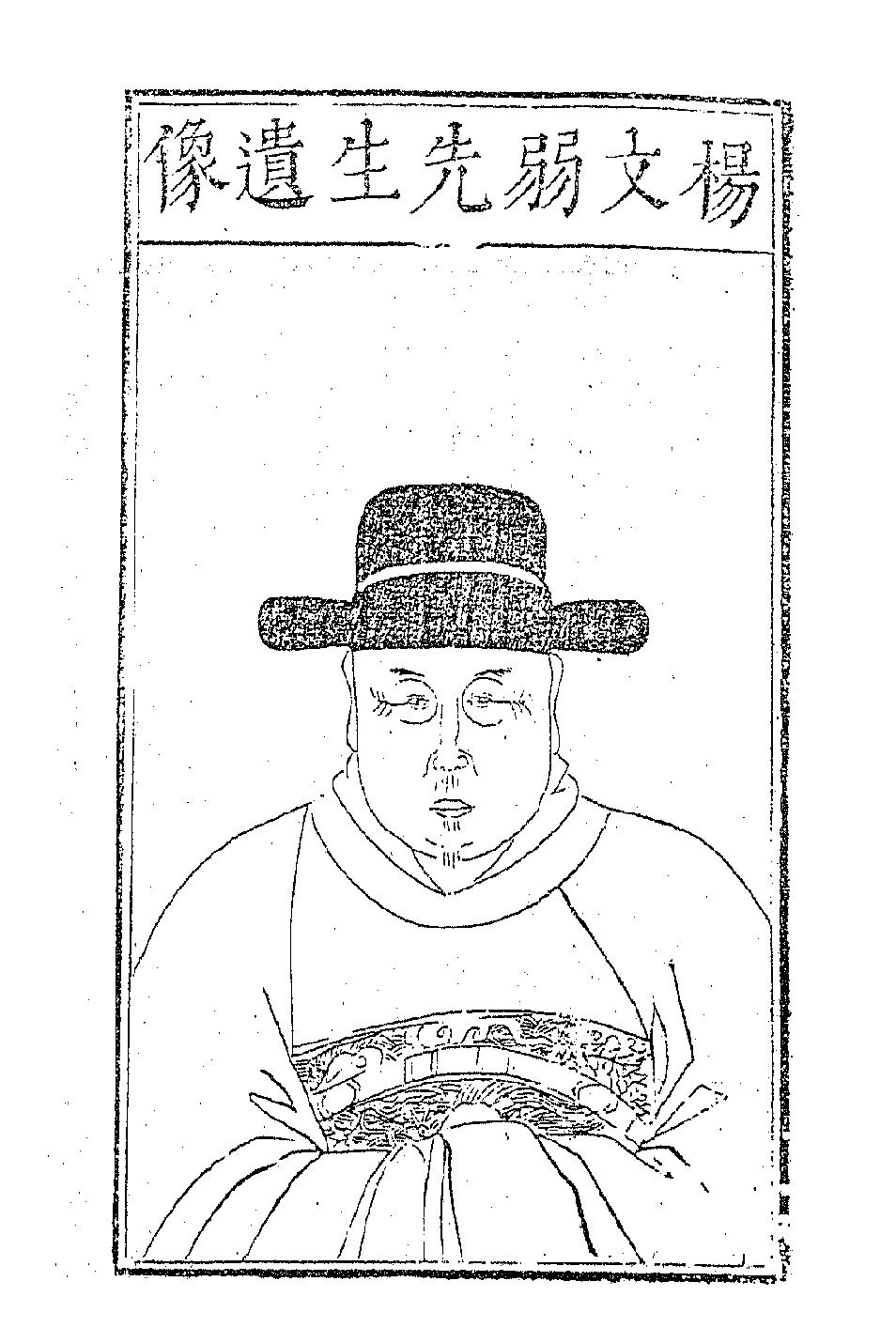
楊嗣昌

楊 嗣昌（よう ししょう、1588年 - 1641年）は、明末の官員。字は文弱。

## 生涯
湖南武陵の人。父は兵部右侍郎の楊鶴。貴公子として生まれ、幼いころから聡明で、将来を期待された。
万暦38年（1610年）に科挙に合格して進士に及第したことから、庶吉士になった。後、杭州府教授、南京国子監博士、戸部郎中などを歴任した。魏忠賢に媚びなかったが、東林党とも私利をはからなかった。天啓3年（1623年）、派閥争いに巻き込まれたくないため、病と称して辞職した。
崇禎元年（1628年）、河南副使として再起し、右参政を加えられた。崇禎帝から認められ、のちに右僉都御史に任ぜられ、永平巡撫となった。李自成ら農民軍打倒を対後金作戦の前提とするという安内攘外論の政策を支持し、山海関を修復して、後金の侵入を防いだ。崇禎7年（1634年）、兵部右侍郎と右僉都御史に任ぜられ、宣府・大同・山西の軍務を総督した。崇禎10年（1637年）、兵部尚書に進み、張献忠をひとたび招撫することに成功した。崇禎帝を喜ばせ、翌年、楊嗣昌は礼部尚書と東閣大学士に上った。この時、両親の服喪期間にもかかわらず国政に参与したため、黄道周から非難されたが、崇禎帝は黄道周を罰し6級連降格した。
しかし翌崇禎12年（1639年）に張献忠が再び叛すると、楊嗣昌は鎮圧に四方奔走することとなった。崇禎14年（1641年）正月、李自成が洛陽を占領し、崇禎帝の叔父の福王朱常洵が殺害された。2月、張献忠が襄陽を攻撃し、襄王朱翊銘も殺害された。大勢の官員らが過ちを楊嗣昌一人の責任に帰し、奔命に疲れた楊嗣昌は過度のストレスで自殺した。

## 参考資料
- 『崇禎長編』
- 『明史』列伝第一百四十
- 『明季北略』